# بسطاملي
بسطاملي، هي قرية تقع على الضفة الجنوبية من نهر اق صو في مكان مرتفع غرب قضاء طوز في محافظة صلاح الدين العراقية وتحدهما شمالًا نهر اق صو وقرية حليوه غربًا وحبيب دهرهسي وكوجوك بسطاملي جنوباًوشاهين تبه سي وقرية دونبلان دهرهسي وقرية جرداغلي وبير أحمد وعبود وصياد وقرة ناز شرقًا.

## المساحة والزراعة
تبلغ مساحة بسطاملي (16569) دونما وهي تنقسم إلى قسمين:
الأراضي الزراعية: التي تعتمد على السقي وخاصة من نهر (اق صو) الذي يفيض في فصل الشتاء وتبلغ مساحة هذه الأراضي (9000) دونم وتبدأ هذه الأراضي من حدود جرداغلي شرقا وتنزل إلى الغرب حيت تحدهما أراضي ديم ولهذه الأراضي أسماء خاصة منها (عمر لوله سي) (قره سه لو) (كومبت) (قويلو حيارة) وغيرها (أنه ج) و(حلفان) وأما الأراضي التي تعتمد على الأمطار (ديم) والتي تبلغ مساحتها (5882) دونم حيت تقع في الجنوب الغربي من القرية وبالغرب من قرية صياد وتعرف بأراضي (دللي بيات عيني) وسبب اعتمادها على الأمطار يعود إلى أنها بعيدة عن الجدول لأن أراضيها غير مستوية.
أراضي للمرعى: وتؤلف بقية أراضي بسطاملي والتي تبلغ مساحتها حوالي (1687) دونم وتقع في الغرب إذ تكون هذه الأراضي غالباً جرداء غير صالحة للزراعة وفيه تلا ووديان بكثرة وتنبت عليها النباتات التي ترعى عليها المواشي.

## التسمية
هناك رأيان حول أصل تسمية بسطاملي..
الراي الأول
وهو أن اسم بسطاملي هو (بستانلي) أي يعني صاحب بستان وقد جاءت هذه التسمية من أهالي اشتهرو في زراعة المحاصيل الصيفية حول ضفاف نهر اق صو وبالاخص في منطقة التي تنسحب منها المياه في الصيف وهم ينفردون في هذه الزراعة عن بعض القرى المجاورة وهذا الاسم كان مدونا في سجلات ودفاتر النفوس وإحصاء عام (1974) وما سبق هذ التاريخ.
الرأي الثاني
وهو رأي تاريخي وخلاصته أن هناك أخوين أحدهما يدعى رستم والآخر بسطام فكان بسطام هو الأخ الأكبر أما رستم فكان الأصغر ودخل في السلك العسكري واشتهر هنالك وعينوه رئيسا في منطقة يلقب (بك) وأنجب ستة أبناء وانتشروا في أرجاء كركوك أما (بسطام) فقد بقي في محله وأنجب ثلاثة أبناء وهم (عزالدين - محمود - ألي بالي) وهم الآن الأفخاذ الرئيسية الموجودة في بسطاملي (عزالدينلي –محمودلي—ألي بالي) والجذير بالذكر أن بسطام من سلالة عشيرة بيات المنحدرة كما هو مثبت في كتب التاريخ من قبيلة اوغوز التركمانية.
السكان والتقاليد
جاء في التقرير البريطاني سنة 1917 بان قرية بسطاملي تتألف من (200) عائلة ولكنها اخذت بالازدياد المستمر فتبلغ حاليا أكثر من (1000) عائلة إذ يبلغ عدد سكانها حوالي (5000)نسمة تسكن حاليا في قرية بسطاملي وجميعهم من التركمان وتتكون القرية من ثلاثة أفخاذ الرئيسية (عزالدين لي –محمود لي –ألي بالي) وهنالك أفخاذ صغيرة أخرى هم (عزاولولر—جاشعمليلر—قره فوينلر—جلاولر) ولو ألقينا نظرة على مستواهم الثقافي لو جدنا أنهم أخذوا قسطا كبيرا من الثقافة لوجود مدرسة ابتدائية مند زمن البعيد والآن يوجد ثلاثة مدارس ابتدائية وإعدادية وتاريخ أول مسجد في هذا القرية يعود لعام 1960 ونسبة عالية من السكان هم موظفون وأطباء ومهندسون وأساتذة ويوجد نسبة كبيرة من خريجي المعاهد والكليات مقارنة مع القرى الأخرى ولهجتهم لهجة بيات القريبة من لهجة طوز خورماتو وكركوك وأن الزي في بسطاملي زي تركماني ويتكون من صاية زوبون وجاكيت ورأس تركماني جراوية وهنالك أزياء خاصة أثناء العمل ويلبسه الفالحون في العمل كو يه نك اما زي النساء يتكون من زوبون فوق الثوب وجه ره كه ويلبسونها فوق ملابسهن وتتحول هذه الجه ره كه إلى بيشتمال أثناء الأفراح.